# Пальмино (Свердловская область)
Па́льмино — деревня в Таборинском районе Свердловской области России.

## Географическое положение
Деревня Пальмино муниципального образования «Таборинского муниципального района» расположена в 333 км к северо-востоку от Екатеринбурга и в 170 км к северу от Тюмени, в 27 километрах (по автотрассе в 45 километрах) к северо-востоку от к юго-западу от районного центра села Таборы, между реками Шевья (правый приток реки Большая Икса) и Большая Икса (правый приток реки Икса). 

## История
Значение слова «Паль» с языка манси  означает густой, непроходимый (лес, трава). Мансийско-русский словарь (верхне-лозьвинский диалект). – Тюмень: ООО «ФОРМАТ», 2016. – 140 с.
В 1924—2005 годах была центром Пальминского сельсовета. С 1 января 2006 года входит в состав муниципального образования Кузнецовское сельское поселение.

## Религия
В 1910 году в деревне была построена деревянная, однопрестольная церковь, которая была освящена в честь Святой Живоначальной Троицы 10 декабря 1912 года. Свято-Троицкая церковь была закрыта в 1930-е годы.

## Климат
Климат континентальный с холодной зимой и тёплым летом.

## Уроженцы
В Пальмино родился российский политик, депутат Государственной думы Николай Езерский.